# Hendrik XXXII van Schwarzburg
Hendrik XXXII, bijgenaamd de Middelste of de Reformator, (23 maart 1499 - 12 juli 1538) was regerend graaf van Schwarzburg uit de linie Schwarzburg-Blankenburg. Van 1531 tot zijn dood regeerde hij over het Schwarzburger Oberherrschaft rond de steden Arnstadt, Blankenburg en Rudolstadt. In tegenstelling tot zijn streng katholieke vader, Günther XXXIX, bekeerde Hendrik zich al in 1527 tot het lutheranisme. In 1533 voerde hij het lutheranisme in zijn gebieden in als staatsgodsdienst. Hendrik werd na zijn dood opgevolgd door zijn achterneef, Günther XL.

## Huwelijk en kinderen
Hendrik XXXII trouwde op 14 november 1524 met Catharina, een dochter van graaf Willem VI van Henneberg-Schleusingen. Ze kregen zes kinderen, van wie alleen de dochters de volwassen leeftijd bereikten:
- Anastasia Günthera (1526-1570), getrouwd met Wolrad II van Waldeck-Eisenberg (1509-1575)
- Hendrik Willem († 1527)
- Amalia (1528-1589), getrouwd met Christoffel II van Mansfeld-Mittelort (1520-1591)
- Willem Hendrik (1529- voor 1545)
- Günther Willem (1530- voor 1545)
- Anna Maria (1538-1583), getrouwd met Samuel van Waldeck-Wildungen (1528-1570)

Na Hendriks dood kreeg Catharina het kasteel van Rudolstadt als weduwezetel toegewezen. In 1547, kort na afloop van de Schmalkaldische Oorlog trotseerde Catharina de hertog van Alva. De hertog had zichzelf uitgenodigd voor een ontbijt in haar kasteel, toen Catharina het bericht kreeg dat zijn soldaten een aantal runderen hadden gestolen. Toen Alva niet meteen inging op haar verzoek om de runderen te vergoeden, bracht ze een aantal gewapende mannen mee en bedreigde ze de generaal met de kreet: "Fürstenblut für Ochsenblut!". Alva gaf zijn soldaten het commando om de runderen terug te brengen en om de inwoners van Schwarzburg en hun bezittingen met rust te laten. Catharina kreeg de bijnaam "die Heldenmütige" vanwege deze daad.